# Видрино
Ви́дрино (рос. Выдрино) — присілок у складі Тотемського району Вологодської області, Росія. Входить до складу П'ятовського сільського поселення.

## Населення
Населення — 70 осіб (2010; 74 у 2002).
Національний склад (станом на 2002 рік):
- росіяни — 99 %